# Woiwodschaft Warschau (1919–1939)
Die Woiwodschaft Warschau (polnisch Województwo warszawskie) war eine Verwaltungseinheit der Zweiten Republik Polen von 1919 bis 1939.
Sie bestand wieder von 1945 bis 1975 und wurde 1999 in verändertem Zuschnitt neu errichtet.
Größte Stadt war Włocławek mit 56.300 Einwohnern, das 1938 abgetreten wurde, zweitgrößte Płock mit 32.800 (1931). Die Hauptstadt Warschau war in der Zwischenkriegszeit „woiwodschaftsfrei“.

## Geschichte
Das Gebiet der späteren Woiwodschaft Warschau bestand bis 1793 aus den drei Woiwodschaften Masowien (mit etwa 23.000 km²), Płock (4300 km²) und Rawa (6200 km²). Das Gebiet kam 1793 und 1795 mit der Zweiten und Dritten Teilung Polens an das Königreich Preußen und 1807 an das Herzogtum Warschau. Nach dem Wiener Kongress war die Woiwodschaft Masowien ein Teil des vom Russischen Zarenreichs kontrollierten Kongresspolen. Sie bestand von 1816 bis 1837. Nachfolger war das Gouvernement Masowien. Das Gouvernement Warschau der Jahre 1844 bis 1917 hatte mit 14.562 km² einen kleineren Zuschnitt.
Nach dem Ersten Weltkrieg wurde die Woiwodschaft Warschau 1919 im wiederhergestellten Polen neu errichtet. Umgliederungen fanden in den Jahren 1938 und 1939 mit den Woiwodschaften Łódź, Lublin und (Groß-)Pommerellen statt.
Nach dem Überfall auf Polen kam das Gebiet der Woiwodschaft zum deutsch besetzten Generalgouvernement. Die Woiwodschaft Warschau wurde nach Kriegsende wiederhergestellt und ihr Zuschnitt mit Gebietsabgabe 1945 an die Woiwodschaft Białystok und Gebietsübernahme 1949 von der Woiwodschaft Lublin
zweimal verändert. Sie hatte eine Fläche von 30.324 km².
Bei einer weiteren Verwaltungsreform wurden 1975 die Powiate (Kreise) aufgelöst und die Woiwodschaft in sechs kleine Woiwodschaften aufgeteilt. Die von 1975 bis 1998 bestehende Woiwodschaft Warschau hatte eine Fläche von nur 3800 km². Zum 1. Januar 1999 wurden die Powiate wiederhergestellt und die heute bestehende Woiwodschaft Masowien mit 35.558 km² gebildet. Sie ist somit etwa zwölf Prozent größer als die Woiwodschaft Warschau der zweiten Republik.

## Bevölkerung
Die Bevölkerung der Woiwodschaft betrug nach der Volkszählung von 1921 2.112.798 Menschen. Von ihnen gehörten 2,2 Prozent (47.384) der deutschen Minderheit an.
Verteilung nach Konfession:
- Römisch-katholisch: 85,3 %; 1.802.427
- Israelitisch: 9,6 %; 203.425
- Evangelisch: 4,1 %; 87.427
- Mariaviten: 0,6 %; 12.475 (Spaltung in 1935)
- Orthodox: 0,2 %; 4.637

## Hauptstadt Warschau
Die Hauptstadt Warschau mit einer Fläche von 123 km² und 1.171.898 Einwohnern (1931) war „woiwodschaftsfrei“ und nicht Teil der gleichnamigen Woiwodschaft.

## Liste der Powiate der Woiwodschaft
In der Woiwodschaft Warschau der Zwischenkriegszeit bestanden keine kreisfreien Städte im Range eines Powiat (miasta na prawach powiatu).
Bei Powiaten (Kreisen), die 1938 oder 1939 von der Woiwodschaft abgetreten wurden bzw. hinzukamen, steht dies dabei. Die verlinkten polnischen Powiate sind die heutigen Gebietseinheiten gleichen Namens, deren Grenzen sich durch Gebietsreformen bis 1999 mehrmals verändert haben.

### Powiate
Angabe der Fläche und Einwohnerzahl, Stand: 1931
1. Powiat Błoński, 1074 km² mit 143.900 Einwohnern, Sitz: Błonie
2. Powiat Ciechanowski, 1209 km² mit 78.800 Einwohnern, Sitz: Ciechanów
3. Powiat Działdowski, 842 km² mit 42.700 Einwohnern, Sitz: Działdowo (Soldau) – am 1. April 1938 von der Woiwodschaft Pommerellen
4. Powiat Garwoliński, 1974 km² mit 159.900 Einwohnern, Sitz: Garwolin – am 1. April 1939 von der Woiwodschaft Lublin
5. Powiat Gostyniński, 1147 km² mit 81.600 Einwohnern, Sitz: Gostynin
6. Powiat Grójecki, 1699 km² mit 132.400 Einwohnern, Sitz: Grójec
7. Kutnowski, 922 km² mit 108.000 Einwohnern, Sitz: Kutno – am 1. April 1939 zur Woiwodschaft Łódź
8. Powiat Lipnowski, 1535 km² mit 104.500 Einwohnern, Sitz: Lipno – am 1. April 1938 zur Woiwodschaft Großpommerellen
9. Powiat Łomżyński, 2657 km² mit 168.200 Einwohnern, Sitz: Łomża – am 1. April 1938 von der Woiwodschaft Białystok
10. Łowicki, 1258 km² mit 104.800 Einwohnern, Sitz: Łowicz – am 1. April 1939 zur Woiwodschaft Łódź
11. Powiat Makowski, 1136 km² mit 65.600 Einwohnern, Sitz: Maków Mazowiecki
12. Powiat Miński, 1228 km² mit 111.100 Einwohnern, Sitz: Mińsk Mazowiecki
13. Powiat Mławski, 1486 km² mit 103.100 Einwohnern, Sitz: Mława
14. Powiat Nieszawski, 1278 km² mit 117.900 Einwohnern, Sitz: Nieszawa (seit 1932 Aleksandrów Kujawski) – am 1. April 1938 zur Woiwodschaft Großpommerellen
15. Powiat Ostrołęcki, 2281 km² mit 112.600 Einwohnern, Sitz: Ostrołęka – am 1. April 1938 von der Woiwodschaft Białystok
16. Powiat Ostrowski, 1467 km² mit 99.800 Einwohnern, Sitz: Ostrów Mazowiecka – am 1. April 1938 von der Woiwodschaft Białystok
17. Powiat Płocki, 1485 km² mit 128.100 Einwohnern, Sitz: Płock
18. Powiat Płoński, 1289 km² mit 81,400 Einwohnern, Sitz: Płońsk
19. Powiat Przasnyski, 1410 km² mit 69.100 Einwohnern, Sitz: Przasnysz
20. Powiat Pułtuski, 1527 km² mit 118.100 Einwohnern, Sitz: Pułtusk
21. Powiat Radzymiński, 1076 km² mit 97.500 Einwohnern, Sitz: Radzymin
22. Powiat Rawski, 1327 km² mit 93.500 Einwohnern, Sitz: Rawa – am 1. April 1939 zur Woiwodschaft Łódź
23. Powiat Rypiński, 1188 km² mit 84.900 Einwohnern, Sitz: Rypin – am 1. April 1938 zur Woiwodschaft Großpommerellen
24. Powiat Sierpecki, 1204 km² mit 84.900 Einwohnern, Sitz: Sierpc
25. Powiat Skierniewicki, 831 km² mit 71.000 Einwohnern, Sitz: Skierniewice – am 1. April 1939 zur Woiwodschaft Łódź
26. Powiat Sochaczewski, 1052 km² mit 75,200 Einwohnern, Sitz: Sochaczew
27. Powiat Sokołowski, 1276 km² mit 83.900 Einwohnern, Sitz: Sokołów Podlaski – am 1. April 1939 von der Woiwodschaft Lublin
28. Powiat Warszawski, 1766 km² mit 318.500 Einwohnern, Sitz: Warschau (1952 aufgelöst)[1]
29. Powiat Węgrowski, 1301 km² mit 88.800 Einwohnern, Sitz: Węgrów – am 1. April 1939 von der Woiwodschaft Lublin
30. Powiat Włocławski, 1325 km² mit 147.800 Einwohnern, Sitz: Włocławek – am 1. April 1938 zur Woiwodschaft Großpommerellen

### Veränderungen
Zum 1. April 1938 wurden an die Woiwodschaft Pommerellen die Powiate Lipnowski, Nieszawski, Rypiński und Włocławski abgetreten. Durch weiteren Gebietszuwachs wird diese als Woiwodschaft Großpommerellen bezeichnet. Warschau erhielt von dieser den Powiat Działdowski.
Zum 1. April 1939 wurden an die Woiwodschaft Łódź die Powiate Kutnowski, Łowicki, Rawski und Skierniewicki abgetreten.
Zum 1. April 1939 wurden von der Woiwodschaft Lublin die Powiate Garwoliński, Sokołowski und Węgrowski abgetreten. Die Gmina Irena (1954 aufgelöst) wurde vom Powiat Puławski in den Powiat Garwoliński eingegliedert und kam mit diesem zur Woiwodschaft Warschau.

## Größte Städte
Einwohnerzahl, Stand: 1931
- Włocławek, 56.300 (bis 1938)
- Płock, 32.800
- Żyrardów, 25.100
- Łomża, 25.000
- Pruszków, 23.700
- Kutno, 23.400 (bis 1939)
- Skierniewice, 20.200 (bis 1939)
- Mława, 19.600

## Woiwoden
- Władysław Sołtan, 1919–1923, 1924–1927
- Stanisław Twardo, 1927–1934
- Bronisław Nakoniecznikow-Klukowski, 1934–1938
- Jerzy Paciorkowski, 1938–1939.